# Zastava M92
Zastava M92 hay M-92 là loại súng cạc bin sử dụng loại đạn 7,62x39mm M43 được phát triển và sản xuất bởi Zastava Arms tại Kragujevac ở Serbia.
M-92 có thiết kế cơ bản dựa trên súng trường Kalashnikov của Nga, loại đã được chứng minh được độ tin cậy của mình bởi nhiều cuộc chiến trên khắp thế giới trong 60 năm tồn tại của mình.

## Hình dáng
Zastava M92 có nòng súng sử dụng loại đạn 7,62x39mm M43. Nó có hệ thống trích khí, làm mát bằng không khí, hộp nạp đạn rời, có khả năng chọn chế độ bắn và một báng súng gấp (đẩy vào, kéo ra). Nó mang rất nhiều điểm giống với khẩu AKS-74U và là một biến thể của AK-74 nhưng rất dễ phân biệt bởi hộp đạn kim loại cong, báng súng gấp và tay cầm.